# Cat Ballou
Cat Ballou és una pel·lícula estatunidenca dirigida per Elliot Silverstein, estrenada el 1965 i doblada al català. Lee Marvin va aconseguir l'Oscar al millor actor per la seva interpretació.

## Argument
Wyoming, 1894, la filla d'un petit ranxer (educada per ser mestre) torna amb el seu pare per adonar-se que és extorsionat perquè vengui la seva propietat. Amb la intenció de protegir-lo contracta els serveis d'un vell pistoler alcoholitzat, que no aconsegueix evitar que el pare mori assassinat. Llavors ella es convertirà en una bel·ligerant "fora de la llei"

## Repartiment
- Jane Fonda: Catherine 'Cat' Ballou
- Lee Marvin: Kid Shelleen / Tim Strawn
- Michael Callan: Clay Boone
- Dwayne Hickman: Jed
- Nat King Cole: Shouter
- Stubby Kaye: Shouter
- Tom Nardini: Jackson Two-Bears
- John Marley: Frankie Ballou
- Reginald Denny: Sir Harry Percival
- Jay C. Flippen: xèrif Cardigan
- Arthur Hunnicutt: Butch Cassidy
- Bruce Caporal: xèrif Maledon

## Premis i nominacions

### Premis
- 1965: Os de Plata a la millor interpretació masculina per Lee Marvin al Festival Internacional de Cinema de Berlín
- 1966: Oscar al millor actor per Lee Marvin
- 1966: BAFTA al millor actor estranger per Lee Marvin
- 1966: Globus d'Or al millor actor musical o còmic per Lee Marvin

### Nominacions
- 1965: Os d'Or al Festival Internacional de Cinema de Berlín per Elliot Silverstein
- 1966: Oscars:
  - Millor muntatge per Charles Nelson
  - Millor cançó original per Jerry Livingston i Mack David pel tema "The Ballad of Cat Ballou"
  - Millor música per Frank De Vol
  - Millor guió adaptat per Walter Newman i Frank Pierson
- 1966: Globus d'Or:
  - Millor pel·lícula musical o còmica
  - Millor actriu musical o còmica per Jane Fonda
  - Millor cançó original per Jerry Livingston i Mack David pel tema "The Ballad of Cat Ballou"

## Crítica
Animat western revisionista on s'alternen diversos registres narratius amb estimulants resultats (memorable seqüència, la transformació torera del pistoler Kid Shelleen). Lee Marvin en un doble paper, mai va fer millor el pallasso.